# Anastatus antestiae
Anastatus antestiae is een vliesvleugelig insect uit de familie Eupelmidae. De wetenschappelijke naam is voor het eerst geldig gepubliceerd in 1930 door Ferrière.